# فرانز برونر
فرانز برونر (بالألمانية: Franz Brunner)‏ (21 مارس 1913 بفيينا في النمسا - 22 ديسمبر 1991) هو لاعب كرة يد نمساوي. شارك في الألعاب الأولمبية الصيفية 1936.

## وصلات خارجية
- فرانز برونر على موقع أوليمبيديا (الإنجليزية)